# Мотовиловец, Андрей Викторович
Андрей Викторович Мотовиловец (укр. Андрій Вікторович Мотовиловець; род. 29 апреля 1982 года, Киев) — украинский политический деятель, народный депутат Верховной Рады Украины IX созыва. Первый заместитель главы фракции «Слуга народа» в Верховной раде Украины c 1 ноября 2021 года.

## Биография
Окончил экономический факультет Киевского национального экономического университета имени Вадима Гетьмана. Чтобы оплачивать образование, работал гипсокартонщиком на стройке. Позже работал в банковской сфере, где из младшего специалиста вырос до начальника отдела кредитования физических лиц крупного банка.
С 2014 года, как специалист по аналитике государственных закупок, работал в Министерстве инфраструктуры Украины. Был ассистентом первого заместителя министра Владимира Шульмейстера, советником министра Андрея Пивоварского. После старта системы публичных закупок ProZorro, целый год переводил на неё предприятия Министерства инфраструктуры.
С 2016 по 2019 гг. операционный директор ГП «ProZorro.Продажи». Так же занимал должность первого заместителя директора предприятия.
С 2019 года — Народный депутат Украины IX созыва. Избран по списку партии «Слуга народа». Член парламентского комитета по вопросам финансов, налоговой и таможенной политики.
С 14 марта 2021 года возглавил Киевскую областную партийную организацию «Слуга народа».
1 ноября 2021 года назначен заместителем главы фракции «Слуга народа» в Верховной раде Украины. По словам главы фракции Давида Арахамии, Мотовиловец и до назначения фактически уже выполнял уже эти функции.

## Парламентская деятельность
Один из самых активных депутатов Верховной Рады ІХ созыва. По состоянию на октябрь 2021 года участвовал в 227 пленарных заседаниях из 232 проводившихся. Как субъект права законодательной инициативы, депутат Мотовиловец подал на рассмотрение парламента 147 законопроектов. 23 из них были приняты Верховной радой и стали законами.
Как член комитета Верховной Рады по вопросам финансов, налоговой и таможенной политики принимал участие в разработке закона «О государственном регулировании деятельности по организации и проведению азартных игр». Выступал за принятие закона, считая, что он даст «прозрачные правила для бизнеса и игроков», а также наполнит государственный бюджет. За первый год действия закона от продажи лицензий государственный бюджет пополнился на сумму свыше 1 млрд гривен.